# Ángel Manuel Ballesteros García
Angel Manuel Ballesteros García (Salamanca, 13 de abril de 1942 y abulense desde los dos meses; casado con María Eugenia Vexenat, tres hijos). Es un escritor y diplomático español.

## Trayectoria
Ha sido Vicepresidente del Consejo Superior de Asuntos Exteriores, así como Vocal Asesor para Asia Continental, y fue el primer Director de Cooperación con África, Asia y Oceanía, impulsando la entonces incipiente cooperación española con África, en particular con los países lusófonos, mundo árabe y también con países del Este, empezando por Rusia, efectuando una serie de viajes y misiones. Al frente de una misión hispano-argentina llegó a descender del avión, acompañado por otro diplomático español, en una escala en Sao Tomé, entre rumores de golpe de Estado, con el riesgo que acarreaba, para ocuparse de los españoles que allí estaban sin ninguna protección. La "gran dedicación, eficacia y entusiasmo" en su labor, fueron reconocidas oficialmente. 
Desempeñó la consejería cultural en Egipto, donde se tradujo al árabe su estudio Las relaciones España-Egipto por el hispanista Mahmoud Ali Makki, y a instancias suyas se crea la Asociación de Hispanistas de Egipto, siendo condecorado con la orden del Mérito de Egipto, con la española del Mérito Civil y con la medalla de Honor del Instituto Hispano-Árabe de Cultura. 
Desde 2007 al 2011 fue el primer Embajador de España en la República de Guinea Bissau , embajada sensible por ser el país calificado de casi narco Estado al constituir zona de paso de la droga sudamericana hacia España y Europa, así como punto del tráfico de pateras y tradicional escenario de varios golpes de Estado, donde durante sus dos etapas como presidente local de la UE hubo por primera vez una misión militar europea dirigida por un general español. Por otra parte, se ha publicado que, con sus colaboradores, Hamadi y Bartolomé, la embajada "logró la liberación de varios pesqueros españoles sin necesidad de pagos". El ministro de Exteriores español le destacó en Bissau y fue condecorado por el presidente de la República. 
Tras un viaje del consejero laboral en Rabat, fue el primer y único diplomático desplazado al Sáhara Occidental ocasionalmente tiempo después de la salida de España (desde enero de 1978), ocupándose de los 335 españoles que allí quedaron, a los que censó, siendo felicitado oficialmente y condecorado con la orden de Isabel la Católica también por tan relevante misión, quizá una de las mayores de protección de españoles del siglo XX. Ya en 1976 había sido uno de los precursores en la lucha contra el narcotráfico al calificar en Rabat de urgente -desde la capital alauita recorrió con un ayudante el antiguo Protectorado español para preparar las negociaciones sobre los bienes de España en Marruecos- la necesidad de que se reunieran los ministros del Interior de España y Marruecos ante el fenómeno que despuntaba del tráfico de hachís.  
Por otro lado, ha contraargumentado que el art. 22,3 del Código Civil, que favorece a los diplomáticos, no es ningún privilegio, como se había escrito, sino un jus singularis, un fuero especial, derivado de la especificidad de la función diplomática. En Iberoamérica, después de afortunadas gestiones, consiguió localizar los cuadros del museo del Prado que quedaron en Cuba tras la independencia y sobre los que el régimen de Fidel Castro no había respondido nunca a las peticiones de información del gobierno español. Fue condecorado con la orden del Mérito Civil. Cónsul general de España en Córdoba y luego en Mendoza, tuvo el acierto en el pronóstico de las presidenciales ganadas por Menem, a quien ya había tratado. Durante su época se produjo la única visita del Príncipe de Asturias a Córdoba, lo que ha marcado un jalón en la historia de la ciudad más hispánica de Argentina, en cuya universidad se le nombró profesor visitante mientras que en Mendoza fue elegido académico correspondiente de Ciencias Sociales.   
Asimismo, ha sido condecorado por los respectivos gobiernos en sus destinos en Luxemburgo, con la orden del Mérito del Gran Ducado, y Perú, con la orden al Mérito por Servicios Distinguidos, donde fue despedido por el diario El Correo con un cariñoso suelto, "Vuela el Ángel" , e igualmente está en posesión de la orden del Cedro del Líbano. 
Desde los servicios de Protocolo presenció en 1975 en primer plano los funerales de Franco y la coronación de Juan Carlos I, lo que le permitió narrar de primera mano en sus publicaciones aquellas históricas jornadas. 
Su competencia en los contenciosos de la diplomacia española, donde está considerado al máximo nivel, ha llevado al Instituto de Estudios Ceutíes, en primera línea de las principales controversias territoriales, y del que es miembro, a pedir públicamente que se le asigne a ellos, a la vista del creciente déficit diplomático que en general presentan. 
Su doble faceta diplomática y literaria ha sido destacada por el ministro de Asuntos Exteriores Moratinos: ¨El Embajador Angel Ballesteros es uno de los diplomáticos que continúan una tradición literaria en las relaciones internacionales y la ciencia política, al tiempo que contribuyen a ampliar la influencia de España en el mundo, velan por nuestros ciudadanos e intereses y posibilitan que nuestro país contribuya de manera efectiva a la comunidad internacional¨.

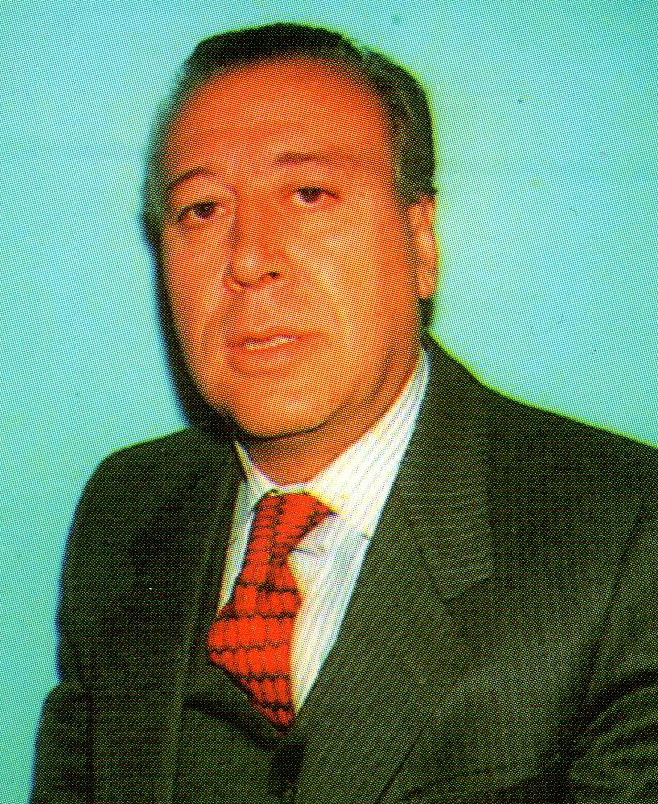
Ángel Ballesteros es un escritor y diplomático español.

## Libros
Distinguido orador y conferenciante y prolífico escritor, es autor de más de veinte novelas y libros, algunos de referencia, entre los que figuran:
- Estudio diplomático sobre Ceuta y Melilla, ISBN 8493347-3-1
- El Golpe de Estado, ISBN 13978-84-9923-312-3
- Diplomacia y relaciones internacionales, ISBN 978-84-95265-50-0
- El diplomático de carrera en España
- La técnica de la política exterior, ISBN 950-43-6781-X
- La etopeya de Latinoamérica, ISBN 950-43-9129-X
- Los contenciosos de la política exterior de España, ISBN 84-933347-9-0 The contentious ones of the Spanish foreign policy, ISBN 978-84-92627-00-4
- Una política exterior de prestigio, ISBN 846-2778-5
- España y el interés nacional, ISBN 84-607-5791-9
- La batalla de los tres contenciosos, ISBN 978-84-96606-64-7
- Variaciones sobre el Golpe de Estado,  ISBN 13978-84-9923-312-3
- Contenciosos y diferendos de la diplomacia española, ISBN 13978-84-9923-421-2
- España y el dédalo diplomático, ISBN 978-84-16073-81-8
- Mis misiones en el Sáhara, ISBN 978-84-16181-14-8
- Diplomacia secreta española ISBN, 978-84-16181-83-4

En colaboración con sus tres hijos:
- Diplomacia crepuscular para profesionales, Sonsoles Ballesteros-Vexenat, ISBN 13978-84-92656-69-1
- Todas las claves de España. Ensayos (in)completos, Ángel Ballesteros-Vexenat, ISBN 9972-33-341-8
- El 23-F y el reloj del Rey, Ángel Ballesteros-Vexenat, ISBN 978-84-92656-85-1
- Diplomacia obliga..., María Eugenia Ballesteros-Vexenat, ISBN 978-84-16181-13-1